# Martin Jacob Wilster
Martin Jacob Wilster (født 1655, død 8. juli 1716) var en dansk officer, bror til Joachim Jacob, Peter Jacob og Daniel Jacob Wilster.
Han var søn af Johan Jacobsen Wilster (1630-1693) fra Holsten, oberstløjtnant og feltøjmester. Wilster 1669 indskreves til at lære fyrværkerkunsten, blev efter aflagt prøve 1674 fyrværker og gjorde en rejse udenlands; 1675 blev han fændrik under de münsterske tropper og senere løjtnant ved landmilitsen i Holsten; han var med for Wismar, hvorfra han som kaptajn kom til København og blev ansat ved Fyrværkerkammeret 1676. Wilster deltog derefter i Den Skånske Krig: 1676 i Skåne, 1677 på Rügen, 1678 for Båhus og i Skåne, 1679 i Holsten.
Efter krigen blev han 1679 kaptajn på Kronborg, indtil han 1683 udnævntes til major i København, hvorfra han samme år forsattes til feltartilleriet i Holsten; han lå først i Frederiksstad, siden i Glückstadt. 1693 var Wilster med for Ratzeburg, efter først at have været sendt derned for at undersøge fæstningen, og blev samme år oberstløjtnant, 1701 karakteriseret oberst til fods. Han havde imidlertid, medens generalmajor Andreas Harboe var udenlands, forestået holstenske artilleri, men blev først 1703 udnævnt til interimskommandant og 1705 til chef for Holstenske Artillerikorps, hvorfor han med sit kompagni blev forlagt fra Glückstadt til Rendsborg. 1708 udnævntes Wilster til brigader og blev i 1709 kaldt til København for at sættes i spidsen for det feltartilleri, der skulle sendes i felten. Han deltog med det i slaget ved Helsingborg 1710, var 1711 med det i Mecklenburg og Pommern, blev 1711 oberst af artilleriet med rang som generalmajor; 1712 var han med ved Gadebusch, 1713 og 1714 ved Tønning og førte 1714 angrebet på Helgoland; 1715 var han med for Stralsund. 1714 fik Wilster tillige direktionen over staldetaten. Han døde 8. juli 1716.
Han var gift med sin kusine Anne Cathrine Teutmann eller Teutomann, datter af oberstløjtnant Teutmann ved Fynske nationale Infanteriregiment. Hun levede endnu 1731.